# Funzione intera
In analisi complessa, per funzione analitica intera o, in breve, per funzione intera si intende una funzione di variabile complessa che è olomorfa in tutti i punti del piano complesso {\displaystyle \mathbb {C} }.
Equivalentemente si definisce funzione intera una funzione di variabile complessa f(z) che per qualche {\displaystyle c\in \mathbb {C} } è esprimibile con uno sviluppo in serie di Taylor
{\displaystyle f(z)=a_{0}+a_{1}(z-c)+a_{2}(z-c)^{2}+a_{3}(z-c)^{3}+\cdots }
convergente per ogni valore complesso della variabile z. In effetti, se uno sviluppo della forma precedente esiste per un punto c, allora esso esiste per ogni punto del piano complesso.

## Esempi
I più semplici esempi di funzioni intere sono le funzioni polinomiali e la funzione esponenziale; altri sono le funzioni trigonometriche seno e coseno, le funzioni seno iperbolico e coseno iperbolico e la funzione di distribuzione gaussiana sono intere, in quanto si possono ottenere con le suddette composizioni a partire dalla funzione esponenziale.
La somma, la differenza, il prodotto, le derivate e la composizione di funzioni intere sono funzioni intere; lo sono anche i quozienti f/g, ma solo se ogni zero di g, è anche zero di f con zero di molteplicità uguale o superiore (in caso contrario il quoziente è una funzione meromorfa).
Molte funzioni inverse di funzioni intere non sono intere: non lo sono la funzione logaritmo, la funzione radice quadrata, arcoseno, arcocoseno.
Altre funzioni intere sono: 
- le funzioni di Airy;
- la funzione degli errori erf(z) e le sue varianti la funzione complementare della funzione degli errori erfc(z) e la funzione degli errori immaginaria erfi(z);
- la reciproca della funzione Gamma;
- gli integrali di Fresnel;
- la funzione seno integrale;
- le funzioni En;
- la funzione G di Barnes.

## Crescita
Un primo strumento nello studio della crescita delle funzioni intere, ovvero di quanto diventa grande il suo modulo, sono le stime (valide per qualsiasi funzione olomorfa) derivanti dalla formula integrale di Cauchy, secondo cui
{\displaystyle \left|f^{(n)}(z)\right|\leq {\frac {n!M}{R^{n}}},}
dove M è il massimo di |f | nel cerchio di raggio R e centro z. Per le funzioni intere, R può assumere qualsiasi valore, e quindi può essere fatto tendere all'infinito. Dall'applicazione di questa stima per n = 1 si ottiene il teorema di Liouville: una funzione intera limitata deve ridursi a una costante; questo è un comportamento significativamente differente dal caso reale, dove esistono funzioni analitiche (ad esempio il seno) che rimangono limitate. Generalizzando, si ottiene che una funzione che cresca al più come un polinomio di grado m (tale cioè che {\displaystyle |f(z)|<C|z|^{m}} per una costante C e per un intero m) è effettivamente un polinomio di grado al più m.
Questi due risultati possono essere riformulati nei termini del comportamento della funzione nel punto all'infinito del piano complesso: se una funzione intera vi ha una singolarità eliminabile allora è costante, mentre se ha un polo allora è un polinomio; di conseguenza, ogni altra funzione intera ha una singolarità essenziale all'infinito. Legato a questo è il piccolo teorema di Picard: una funzione intera non costante assume come valore ogni numero complesso con al più una eccezione. La presenza dell'eccezione è necessaria, ad esempio, per la funzione esponenziale, che non è mai nulla.
Un modo per quantificare la velocità con cui una funzione cresce è dato dal suo ordine: questo è definito come
{\displaystyle \lambda =\limsup _{r\to \infty }{\frac {\ln \ln M_{f}(r)}{\ln r}},}
dove Mf(r ) indica il massimo del modulo di f nei punti di modulo minori di r. Ad esempio, i polinomi hanno ordine 0, la funzione esponenziale ordine 1 e la funzione {\displaystyle e^{e^{z}}} ha ordine infinito. Un esempio di ordine frazionario (1/2) è dato dalla funzione (intera) {\displaystyle \cos {\sqrt {z}}}.

## Zeri
Come per ogni funzione olomorfa, l'insieme degli zeri di una funzione intera non può avere alcun punto di accumulazione interno al dominio, e dunque, in questo caso, nell'intero piano complesso; a parte questa condizione, tuttavia, gli zeri di una funzione intera possono distribuirsi in qualunque modo. Nel caso di un numero finito di zeri è facile costruire una funzione intera che si annulla in quegli zeri (e solo in quelli). Ad esempio, una funzione con zero in 0 di molteplicità m (può anche essere m=0) e in a1, ..., an, diversi da 0 (ove ogni zero è ripetuto un numero di volte pari alla sua molteplicità), è data dal polinomio
{\displaystyle z^{m}\prod _{n=1}^{r}\left(1-{\frac {z}{a_{n}}}\right).}
Di conseguenza, ogni funzione intera con esattamente quegli zeri (con la giusta molteplicità) può essere ottenuta moltiplicando questa produttoria per {\displaystyle e^{g(z)}}, ove g(z) è una funzione intera.
Questa costruzione non si può estendere senza modifiche ad infiniti zeri, perché il prodotto infinito potrebbe non convergere (o convergere ma non uniformemente, e quindi non necessariamente ad una funzione olomorfa). È necessario quindi introdurre dei fattori correttivi; il teorema di fattorizzazione di Weierstrass afferma che ogni funzione intera f (z), con uno zero di ordine m in 0 e gli altri zeri in a1, a2, ..., an, ... (ognuno dei quali ripetuto in accordo con la sua molteplicità), può essere scritta nella forma
{\displaystyle f(z)=z^{m}e^{g(z)}\prod _{n=1}^{\infty }\left(1-{\frac {z}{a_{n}}}\right)e^{g_{n}(z)},}
dove g (z) è una funzione intera e
{\displaystyle g_{n}(z)={\frac {z}{a_{n}}}+{\frac {1}{2}}\left({\frac {z}{a_{n}}}\right)^{2}+\cdots +{\frac {1}{h_{n}}}\left({\frac {z}{a_{n}}}\right)^{h_{n}}}
in cui gli hn sono degli interi tali che
{\displaystyle \sum _{n=1}^{\infty }{\frac {1}{|a_{n}|^{h_{n}+1}}}<+\infty .}
Se tale serie risulta convergente prendendo gli hn tutti uguali ad un numero reale positivo a, il minimo τ tra gli a che soddisfano questa ipotesi viene detto esponente di convergenza della successione {|an|}n. Il teorema di Hadamard lega l'ordine λ di una funzione intera all'esponente di convergenza τ ed al grado del polinomio d: più precisamente si ha
{\displaystyle \lambda =\max(d,\tau ).}
Grazie al teorema di Hadamard è possibile dimostrare che ogni funzione intera di ordine frazionario assume tutti i valori nel piano complesso infinite volte.